# Władysław Szechyński
Władysław Szechyński ps. „Kruk” (ur. 2 lipca 1907 w Sułkowszczyznie, zm. 30 stycznia 1950 we Wronkach) – polski nauczyciel, podporucznik piechoty Wojska Polskiego, porucznik Związku Walki Zbrojnej–Armii Krajowej, organizacji „NIE” i Delegatury Sił Zbrojnych na Kraj, działacz Zrzeszenia „Wolność i Niezawisłość”.

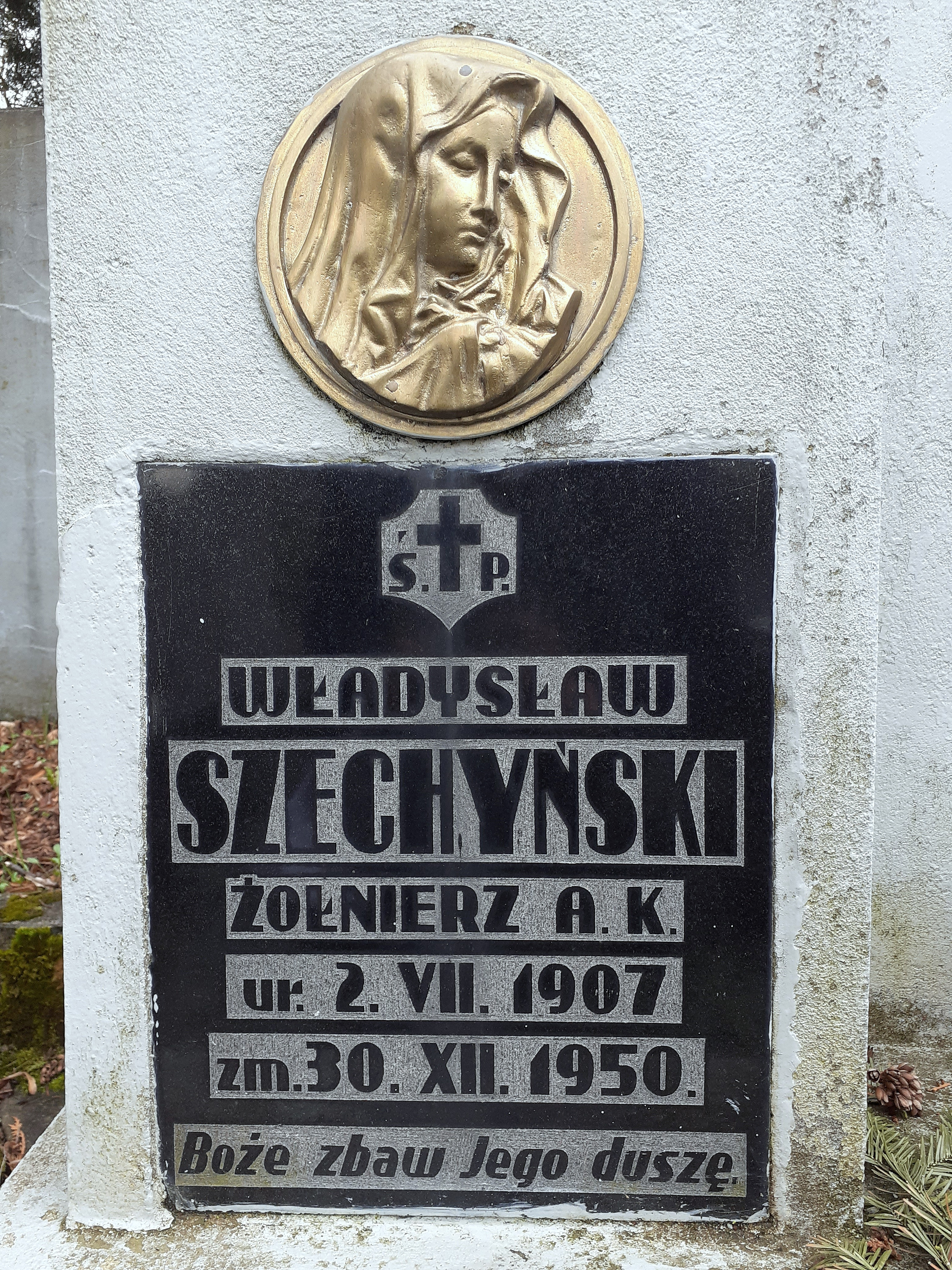
Tabliczka nagrobna Władysława Szechyńskiego w Przemyślu

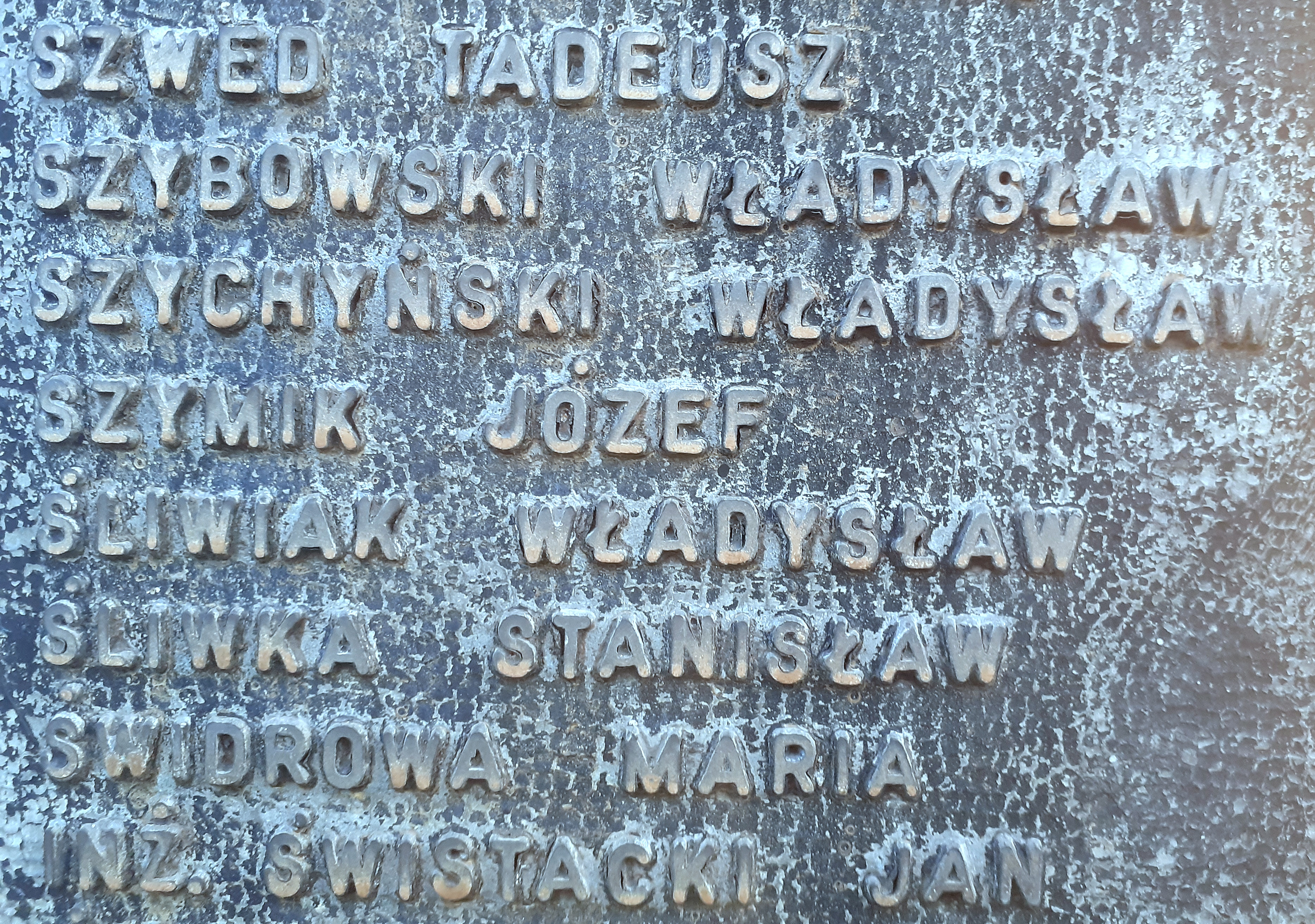
Upamiętnienie na Mauzoleum w Sanoku

## Życiorys
Urodził się 2 lipca 1907 w Sułkowszczyznie koło Mościsk, w rodzinie Michała i Antoniny.
W 1929 ukończył Państwowe Seminarium Nauczycielskie w Przemyślu. Jego kolegą szkolnym, a w czasie okupacji przełożonym był Emil Czerny. Zawodowo pracował jako kierownik szkoły powszechnej w województwie wołyńskim.
W Wojsku Polskim został absolwentem Szkoły Podchorążych Rezerwy Piechoty 39 pułku piechoty w Lubaczowie. Na stopień podporucznika został mianowany ze starszeństwem z 1 stycznia 1933 i 3076. lokatą w korpusie oficerów rezerwy piechoty. W 1934 roku pozostawał w ewidencji Powiatowej Komendy Uzupełnień Sarny. Posiadał przydział w rezerwie do 84 pułku piechoty w Pińsku. Kolejne ćwiczenia rezerwy odbył w jednostce Korpusu Ochrony Pogranicza. W sierpniu 1939 został zmobilizowany do tej samej jednostki KOP i walczył w jej szeregach na Wołyniu. Po rozbiciu jednostki doszedł do Warszawy, gdzie dostał się do niemieckiej niewoli. Niebawem udało mu się zbiec i wrócić do Przemyśla.
Po nastaniu okupacji niemieckiej zaangażował się w działalność konspiracyjną i został zaprzysiężony do Związku Walki Zbrojnej. Zawodowo był pracownikiem fizycznym na stacji kolejowej Żurawica. Pełnił funkcję adiutanta Komendy Obwodu Przemyśl. Po tzw. „wsypie” był zmuszony wyjechać z tego miasta. Po tym jak został „spalony” w Przemyślu, przybył do Sanoka we wrześniu 1943 i tam został adiutantem w sztabie obwodu AK Sanok (w tym czasie zamieszkiwał głównie u Władysława Pruchniaka ps. „Ireneusz”). Funkcję pełnił od października 1943 do 1944. W konspiracji używał pseudonimów „Kruk” oraz według różnych wersji „Kośba” lub „Kosiba”. Posługiwał się także fałszywymi dokumentami na nazwisko Stanisław Jachimowski. Uczestniczył w przygotowaniu i w nocy 20/21 lipca 1944 dowodził nieudaną akcją odbicia z więzienia w Sanoku Władysława Szelki ps. „Borsuk”. Był egzaminatorem na tajnym kursie podoficerskim. Służył w stopniu porucznika AK.
Po nadejściu frontu wschodniego i wkroczeniu sowietów latem 1944 pozostał w konspiracji i wraz z dowódcą obwodu AK Sanok, kpt. Janem Łodzińskim ps. „Babinicz”, przebywał w Brzozowie. Sprawując nadal funkcję adiutanta wydał rozkaz ukrycia broni w majątku baronów Gubrynowiczów w Porażu. Był prawdopodobnym posłańcem rozkazu o rozwiązaniu struktur AK Obwodu Sanok w lutym 1945. Po aresztowaniu w tym okresie kpt. Łodzińskiego i przybyciu do Sanoka por. Władysława Dąbka (był kierownikiem komórki likwidacyjnej Obwodu AK Sanok), Szechyński został jego zastępcą oraz zaangażował się w tworzonego przez tegoż oficera struktury organizacji „NIE”, działającej krótkotrwale.
Następnie był zastępcą por. Dąbka w tworzonej przez niego strukturze Delegatury Sił Zbrojnych na Kraj w powiecie sanockim. W tym czasie, pod koniec maja 1945 dokonał przekazania archiwum Obwodu AK Sanok na rzecz ppor. Bronisława Trzyski. Z rozkazu Szechyńskiego po akcji przygotowanej przez Trzyskę w nocy 25/26 maja 1945 dokonano uwolnienia ze szpitala w Sanoku aresztowanego przez UB żołnierza AK, Kazimierza Niemca ps. „Błyskawica”. Tuż po tym zdarzeniu, jeszcze w maju 1945 Szechyński wyjechał z Sanoka, przybył do Przemyśla i tam włączył się w działanie miejscowej siatki DSZ.
Od 25 stycznia 1945 należał do Zrzeszenia „Wolność i Niezawisłość”. W strukturze tej organizacji od września 1946 był kierownikiem rejonu wschodniego. Pełnił też funkcję kierownika informacji Rady WiN Przemyśl. We wrześniu 1947 został aresztowany. Podczas śledztwa stosowano wobec niego tortury. Wyrokiem Wojskowego Sądu Rejonowego w Rzeszowie na sesji wyjazdowej w Przemyslu 18 maja 1948 został skazany na karę śmierci. Postanowieniem Bolesława Bieruta z 3 lipca 1948 wymiar kary został zamieniony na karę dożywotniego pozbawienia wolności.
Zmarł 30 stycznia 1950 w więzieniu we Wronkach i został pochowany na tamtejszym cmentarzu. Później został ekshumowany i pochowany na cmentarzu komunalnym Zasanie w Przemyślu.
Był żonaty z Janiną, z którą miał córkę Halinę.

## Upamiętnienie
W 1962 został upamiętniony wśród innych osób wymienionych na jednej z tablic Mauzoleum Ofiar II Wojny Światowej na obecnym Cmentarzu Centralnym w Sanoku (wymieniony jako „Władysław Szychyński”).